# Le Piège à maris
Pour plus de détails, voir Fiche technique et Distribution.
Le Piège à maris (titre original : Chasing the Chaser) est un film muet américain, réalisé par Stan Laurel, sorti en 1925. 
C'est le premier film écrit et réalisé par Stan Laurel.

## Fiche technique
- Titre original : Chasing the Chaser
- Réalisation : Stan Laurel
- Scénario : Stan Laurel et James Parrott
- Photographie : Art Lloyd
- Production : Larry Semon
- Société de production : Hal Roach Studios
- Société de distribution : Pathé Exchange
- Pays d'origine :  États-Unis
- Langue : titres en anglais
- Format : Noir et blanc — 35 mm — 1,37:1 — Son : Muet
- Genre : Comédie burlesque
- Longueur : une bobine
- Date de sortie :
  - États-Unis : 5 juillet 1925

## Distribution

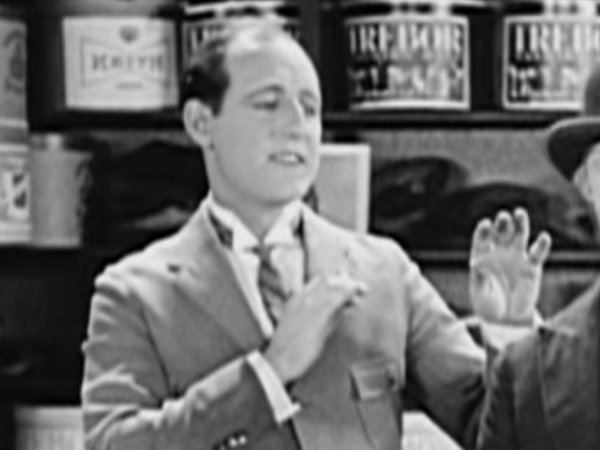
William Gillespie dans Chasing the Chaser.

Source principale de la distribution :
- James Finlayson[2] :Gilroy, le mari
- William Gillespie : le vendeur

Reste de la distribution non créditée
- Helen Gilmore : la voisine
- Frederick Ko Vert : le détective
- Jules Mendel : figuration
- Marjorie Whiteis : l'épouse
- Fay Wray : la nurse